# Catasetum atratum
Catasetum atratum es una especie de orquídea epifita. Es originaria de Brasil.

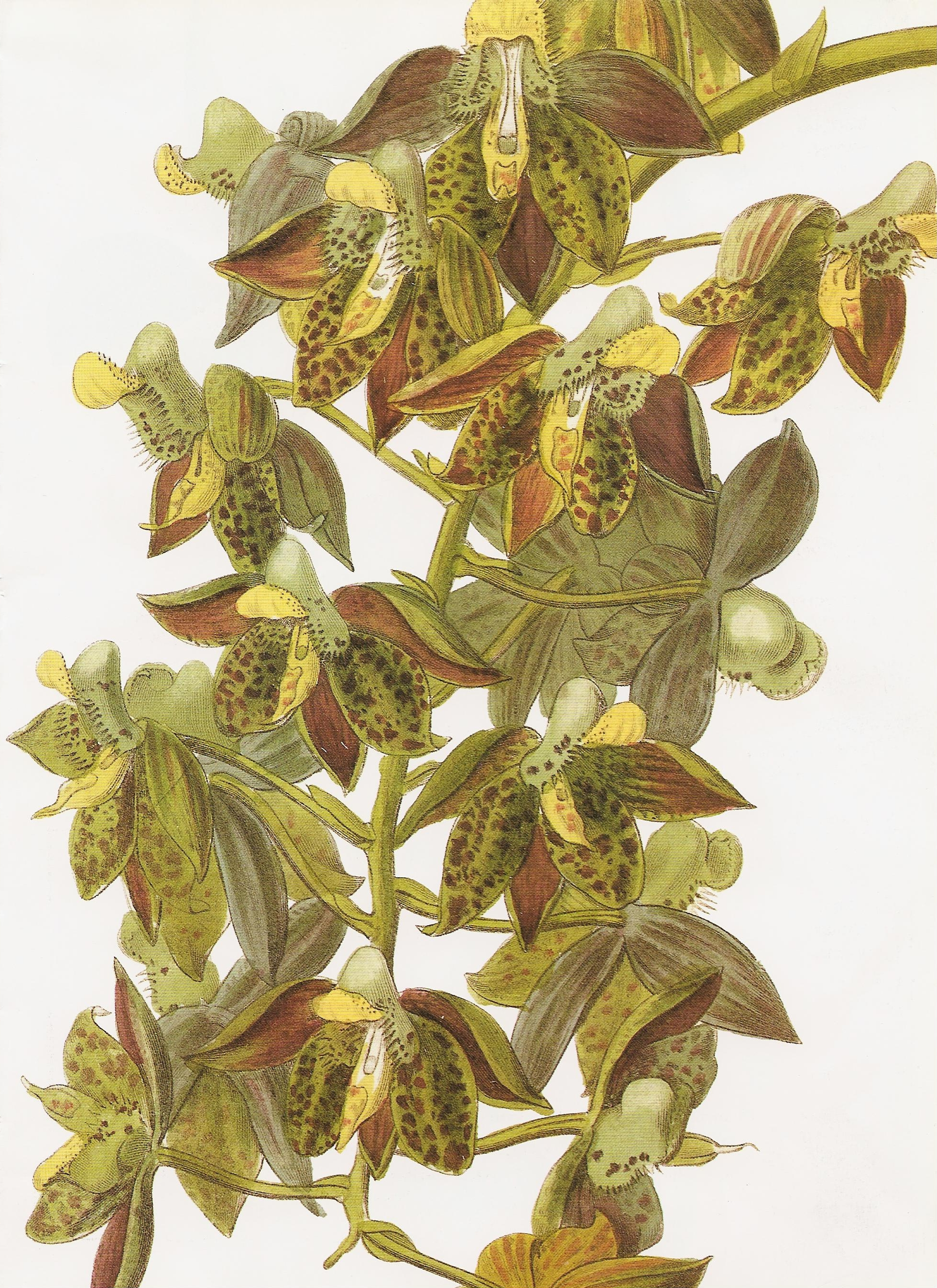
Ilustración efectuada por Mm S.A.Drake (fl. 1820s-1840s), en el cuarto volumen de Botanical Register (1838), editado por John Lindley.

## Descripción
Una especie del sur de Brasil, con pseudobulbos fusiformes, agrupados que cuando son jóvenes están envueltos en vainas parecidas al papel que se desintegran con el tiempo y llevan 9 hojas lineales oblanceadas, de color verde medio, las hojas plegadas con tres venas prominentes. Florece sobre una inflorescencia horizontal masculina, basal que se arquea, de 36 cm de largo , con varias [12 a 15] flores y un raquis colgante  que surge con un pseudobulbo nuevo y que tiene flores fragantes, ceráceas que se producen en la primavera y el verano y es de tamaño grande de 5 cm de ancho.

## Distribución y hábitat
Se encuentra en Brasil en lugares cálidos a calurosos con hábitos de epifita y crece de las regiones subtropicales que requieren luz para moderar la sombra.

## Taxonomía
Catasetum atratum fue descrito por John Lindley y publicado en Edwards's Botanical Register 24: Misc. 64. 1838.
Etimología
Ver: Catasetum
atratum: epíteto latino que significa "de color negro".
Sinonimia
- Catasetum adnatum Steud. 1840;
- Catasetum mentosum Lemaire 1852-1853;[1]
- Catasetum pallidum Klotzsch
- Monachanthus atratus (Lindl.) Linden[4]